# André Rüegsegger
Pour les articles homonymes, voir Tyler Ruegsegger.
André Rüegsegger, né le 30 juin 1976, est une personnalité politique schwytzoise, membre de l'Union démocratique du centre (UDC). 
Il siège au Conseil d'État du canton de Schwytz depuis juillet 2012, à la tête du département de la sécurité jusqu'en juin 2020, puis de celui des constructions. 

## Biographie
André Rüegsegger naît le 30 juin 1976.
Après avoir obtenu sa maturité à Schwytz, avec une année d'échange aux États-Unis (à Palm Desert, en Californie), il suit des études de droit à l'Université de Zurich, où il décroche une licence. Il obtient ensuite son brevet d'avocat du canton de Zurich, puis celui de Schwytz en 2005.
Il travaille comme collaborateur scientifique pour le service juridique du canton de Schwytz, puis comme avocat indépendant de 2008 à 2012,.
Célibataire, il habite à Brunnen, localité appartenant à la commune d'Ingenbohl.

## Parcours politique
Il est membre de l'UDC[Depuis quand ?], après avoir été candidat pour les jeunes PDC aux élections fédérales de 1999 alors qu'il était encore étudiant.
Il siège de 1996 à 2002 au sein de plusieurs commissions de la commune d'Ingenbohl. Il est notamment membre de la commission des constructions et des transports et de celles de l'économie et de la planification de 2000 à 2002,.
Il est élu le 16 mars 2008 au Conseil cantonal de Schwytz. Il y siège au sein de la commission juridique et judiciaire et dirige le groupe de l'UDC de 2010 à 2012,.
Au terme de la législature, il est élu au Conseil d'État le 11 mars 2012,. Il est réélu facilement au premier tour en 2016 et 2020,. Il y dirige le département de la sécurité jusqu'au 30 juin 2020, puis le département des constructions. Il est vice-président (Landesstatthalter) du gouvernement de 2020 à 2022.

### Positionnement politique
Selon l'Année politique suisse, il est un représentant de la ligne dure de l'UDC.